# Trawas (plaats)
Trawas is een bestuurslaag in het regentschap Mojokerto van de provincie Oost-Java, Indonesië. Trawas telt 3568 inwoners (volkstelling 2010).